# Réduction du stress basée sur la pleine conscience

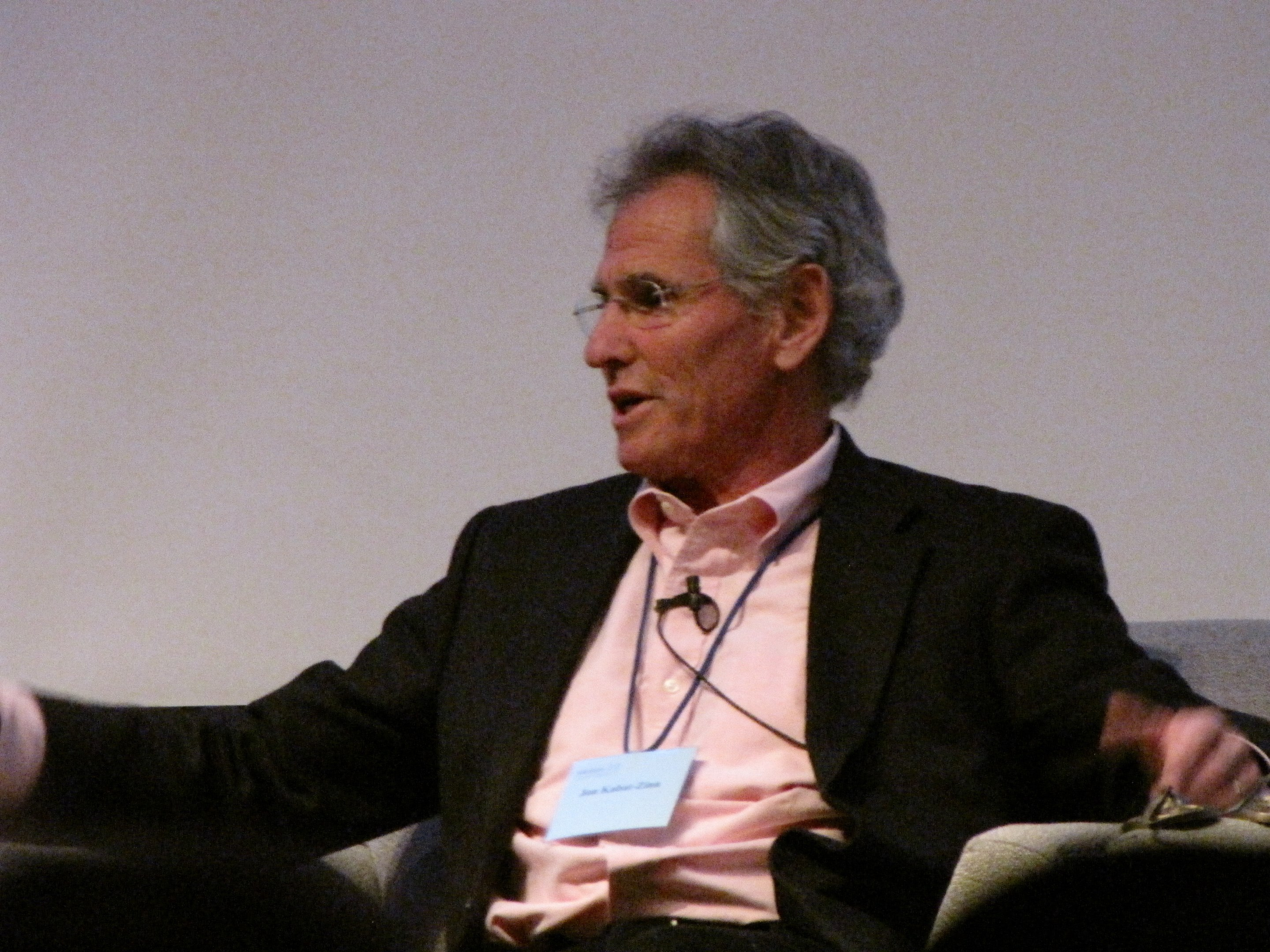
Jon Kabat-Zinn

La réduction du stress basée sur la pleine conscience (en anglais Mindfulness-based stress reduction (MBSR)) est un programme de formation laïque, basé sur la pleine conscience, visant à aider les personnes souffrant de stress, d'anxiété, de dépression et de douleur. Les programmes peuvent être intensif – durant plusieurs semaines – ou moins longs – quelques heures hebdomadaires.  
Il s'agit d'une approche pratique visant à stimuler l'attention, permettant aux participants de cultiver leur conscience de soi, ce qui permettrait d'avoir plus de choix et de pouvoir prendre des actions plus sages dans leur vie.   
Développé au centre médical de l'Université du Massachusetts dans les années 1970 par le professeur Jon Kabat-Zinn, le programme combine la pratique de la méditation de pleine conscience, parfois du yoga, ainsi que des cours sur le stress et la façon de le gérer. 
La pratique de la pleine conscience a fait ces vingt dernières années de recherches cliniques suggérant des effets bénéfiques. Il existe à ce jour des preuves modérées de l'efficacité de la MBSR sur l'amélioration de la gestion du stress ; son impact bénéfique sur la qualité de vie, par rapport à des groupes de contrôle, semble être établi. Il ne semble pas efficace sur la prévention des troubles cognitifs de la personne âgée.